# Draba sibirica
Draba sibirica là một loài thực vật có hoa trong họ Cải. Loài này được (Pall.) Thell. mô tả khoa học đầu tiên năm 1906.